# Expo 2000 (canción)
«Expo 2000» es una canción de Kraftwerk. Inicialmente fue un jingle a cappella compuesto para la Expo 2000 de Hannover, Alemania, a la que se le añadió música y letra adicional.
El sencillo de "Expo 2000" fue publicado en CD y en vinilo 12" en diciembre de 1999 por el sello EMI primero en Alemania y en enero de 2000 en el resto de Europa. En el Reino Unido llegó al puesto 27 de los discos más vendidos allí en el 2000.
En noviembre de 2000 fueron publicados remixes de la canción, con contribuciones de algunos productores como François Kevorkian y los miembros del ya consagrado colectivo de Techno Detroit Underground Resistance. Los dos temas salieron en un sencillo por Astralwerks en Estados Unidos en octubre de 2001.

## El jingle de la Expo
El tema original de Kraftwerk, "Expo 2000", tenía una voz con el efecto vocoder cantando la frase en 6 idiomas: alemán, inglés, francés, ruso, español y japonés. El jingle tenía una duración de 30 segundos. Al principio solo estaba disponible para descarga digital, pero luego apareció en el CD de la Expo 2000.

## Lista de canciones
1. «Expo 2000» (Radio Mix)
2. «Expo 2000» (Kling Klang Mix 2000)
3. «Expo 2000» (Kling Klang Mix 2002)
4. «Expo 2000» (Kling Klang Mix 2001)

Nota: El CD británico incluía un video de versión reducida del Mix del 2001.

## Lista de canciones del sencilloExpo Remix
1. «Expo 2000» - Orbital Mix
2. «Expo 2000» - François Kevorkian & Rob Rives Mix
3. «Expo 2000» - DJ Rolando Mix
4. «Expo 2000» - Underground Resistance Mix
5. «Expo 2000» - Underground Resistance Infiltrated Mix
6. «Expo 2000» - Underground Resistance Thought 3 Mix

## Listas de éxitos

### Listas semanales
| Lista (1999-2000)                           | Posición |
| ------------------------------------------- | -------- |
| Bélgica (Flandes) (Ultratip Bubbling Under) | 11       |
| Países Bajos (Mega Single Top 100)          | 95       |
| Escocia (Scottish Singles Sales Chart)      | 34       |
| Suecia (Sverigetopplistan)                  | 36       |
| Suiza (Schweizer Hitparade)                 | 95       |
| Reino Unido (UK Singles Chart)              | 27       |
| Reino Unido (UK Dance Chart)                | 27       |